# Byudviklingsplan
En byudviklingsplan var før planlovreformen af 1969 en egnsplan til fastlæggelse af arealer til byudviklingen og rækkefølgen for disses inddragelse til byformål. Byudviklingsplaner blev lavet for områder, hvor en større byudvikling var i gang eller behovet for en styring var forudset.

## Baggrund og lovgrundlag
Baggrunden for byudviklingsplanerne var en erkendelse af, at lovgivningen på byplanområdet (byplanloven) ikke indeholdt bestemmelser til at styre byudviklingen: loven gav kun mulighed for at fastlægge formålet med arealinddragelser men ikke for friholdelse af arealer for byudvikling. Samtidig viste den voksende bilisme efter Anden Verdenskrig, at der var fare for en tilfældig og i mange henseender uønsket byspredning. Og endelig havde "Skitseforslag til egnsplan for Storkøbenhavn" (Fingerplanen) overbevisende påpeget det ønskelige i en styring af byudviklingsmulighederne dels for at sikre den fornødne betjening med offentlige ydelser og offentlig samfærdselsmulighed, dels for at forhindre inddragelse af arealer, der efter deres egenskaber var ønskelige at friholde for byvækst (gode landbrugsjorder, bynære friarealer til rekreation, arealer af interesse for naturfredning og landskabsbeskyttelse).
På denne baggrund vedtoges Lov nr. 210 af 23. april 1949 om byregulering. Loven blev revideret flere gange: ved lov nr. 129 af 13. april 1954, lov nr. 91 af 21. marts 1959 og lov nr. 230 af 11. juni 1965. Loven omfattede umiddelbart kun København, Århus, Ålborg og Odense men kunne af boligministeren ved tilslutning fra byplannævnet udvides til også at gælde andre områder. Med tiden fik den gyldighed for 36 egne (se nedenfor), herunder hele Nordøstsjælland og andre egne, hvor ikke kun spørgsmålet om byudvikling men tillige om styring af fritidsbebyggelsen ansås for påkrævet.

## Byudviklingsplanernes indhold
Byudviklingsplanerne bestod af et zonekort, der med farve angav arealer og den rækkefølge, de måtte inddrages til byudvikling i:
- inderzoner (med orange) angav arealer, som var eller umiddelbart måtte inddrages til byudvikling,
- mellemzoner (med gul farve) angav arealer, som på længere sigt forudsattes inddraget til byudvikling,
- yderzoner (med grøn farve) angav arealer, som skulle friholdes for byudvikling.
- sommerhusområder angav arealer, som udlagdes til dette formål men ikke til helårsbebyggelse.

Som regel var det tillige angivet hvilket anvendelsesformål, de enkelte arealer var planlagte.
Til disse zonekort hørte en ledsagende tekst, der nøjere begrundede arealudlæggenes omfang, herunder forholdet til anden planlægning (fx planlagte veje og forsyningsanlæg men tillige naturbeskyttelseshensyn).

## Gyldighed
Når et forslag til en byudviklingsplan var udarbejdet, kunne boligministeren nedlægge forbud (som hovedregel i et år) mod tiltag, der kunne modvirke planforslagets hensigter. Forud for planens endelige ikrafttræden var forudgående erklæringer fra de berørte kommuner, hvorefter planforslaget forelagdes til godkendelse i byplannævnet (et statsligt nævn bestående fortrinsvis af repræsentanter for kommunerne). Efter godkendelse havde planen juridisk gyldighed og blev derfor tinglyst på alle berørte ejendomme. Berørte ejendomsbesiddere kunne indanke godkendelsen for boligministeren inden for 4 uger.
Byudviklingsplanerne forudsattes at have gyldighed i indtil 15 år. Mange fik dog en kortere gyldighedstid, fordi det var forudset, at en revision forholdsvis hurtigt kunne komme på tale. Sådanne revisioner forekom især i Københavnsområdet.

## Ophævelse
Byudviklingsplanerne dannede grundlag for og afløstes af byzoner udpegede i henhold til by- og landzoneloven, som blev vedtaget 1969 og trådte i kraft i 1970.

## Byudviklingsplanområder
Byudviklingsplaner blev lavet for følgende egne:
1. Københavns-egnen Nr 2 Arkiveret 27. april 2017 hos  Wayback Machine, Nr 3 (Webside ikke længere tilgængelig), Nr 4 Arkiveret 5. marts 2016 hos  Wayback Machine, Nr 5 Arkiveret 5. marts 2016 hos  Wayback Machine, Nr 6 Arkiveret 5. marts 2016 hos  Wayback Machine, Nr 7 Arkiveret 5. marts 2016 hos  Wayback Machine, Nr 8 (Webside ikke længere tilgængelig), Nr 9 Arkiveret 5. marts 2016 hos  Wayback Machine
2. Århus-egnen
3. Odense-egnen
4. Ålborg-Nørresundby
5. Køge-egnen Arkiveret 5. marts 2016 hos  Wayback Machine
6. Randers-egnen
7. Hillerød-egnen
8. Roskilde-egnen
9. Helsingør-egnen
10. Kolding-egnen
11. Kerteminde-egnen
12. Als
13. Frederiksværk-egnen
14. Kalundborg-egnen
15. Frederikssund-egnen
16. Åbenrå-egnen
17. Skælskør-egnen
18. Rømø
19. Fredericia-egnen
20. Frederikshavn-egnen
21. Horns herred i Nordsjælland
22. Holbo herred
23. Holbæk-egnen
24. Svendborg-egnen
25. Middelfart-egnen
26. Vordingborg-egnen
27. Herning-egnen
28. Grenå-egnen
29. Sæby-egnen
30. Rødby-egnen
31. Nykøbing Falster-egnen
32. Slagelse-egnen
33. Horsens-egnen
34. Esbjerg-Varde-egnen
35. Næstved-egnen
36. Thisted-Hanstholm-egnen[3].